# Troup (Teksas)
Troup je grad u američkoj saveznoj državi Teksas. Prema popisu stanovništva iz 2010. u njemu je živjelo 1.869 stanovnika.